# Joconde de Saint-Pétersbourg
La Joconde de Saint-Pétersbourg est une peinture à l'huile sur toile. Réalisée au début du XVIIe siècle, c'est une copie de la La Joconde du musée du Louvre. Elle est conservée au Musée de l'Ermitage de Saint-Pétersbourg depuis 1931, date à laquelle elle a été transférée de la collection privée « Antikvariat All-Union Association ».

## Description
Cette œuvre est une représentation de Lisa Gherardini, plus connue sous le nom de Mona Lisa ou de La Joconde. Le tableau est cependant très différent de celui du musée du Louvre : le visage apparaît plus jeune que dans la version de Léonard de Vinci, mais aussi, l'arrière-plan présente des colonnes qui sont seulement esquissées dans l'original.

## Nature de l'œuvre et datation
Cette peinture est une copie de la La Joconde du musée du Louvre. Elle est datée du milieu du XVIIe siècle et son auteur reste inconnu. La datation est attestée par la présence, dans la couche d’apprêt, de barytine, minéral qui n'a été utilisé en peinture qu'après la mort de Léonard de Vinci, dans les années 1620 à 1650 aux environs de Paris,.
Le chercheur Silvano Vinceti, qui a étudié et analysé plusieurs copies de la Joconde en tant que président de la Fondation Léonard de Vinci, soutient l'hypothèse que ce portrait est l'œuvre de Léonard lui-même. L'évaluation de Vinceti découle d'une observation approfondie de nombreux détails, notamment le style du dessin et les tons des différentes couleurs utilisées.